# Président de la Cour constitutionnelle de Corée
 (janvier 2023).
La mise en forme du texte ne suit pas les recommandations de Wikipédia : il faut le « wikifier ».
Les points d'amélioration suivants sont les cas les plus fréquents. Le détail des points à revoir est peut-être précisé sur la page de discussion.
- Les titres sont pré-formatés par le logiciel. Ils ne sont ni en capitales, ni en gras.
- Le texte ne doit pas être écrit en capitales (les noms de famille non plus), ni en gras, ni en italique, ni en « petit »…
- Le gras n'est utilisé que pour surligner le titre de l'article dans l'introduction, une seule fois.
- L'italique est rarement utilisé : mots en langue étrangère, titres d'œuvres, noms de bateaux, etc.
- Les citations ne sont pas en italique mais en corps de texte normal. Elles sont entourées par des guillemets français : « et ».
- Les listes à puces sont à éviter, des paragraphes rédigés étant largement préférés. Les tableaux sont à réserver à la présentation de données structurées (résultats, etc.).
- Les appels de note de bas de page (petits chiffres en exposant, introduits par l'outil «  Source ») sont à placer entre la fin de phrase et le point final[comme ça].
- Les liens internes (vers d'autres articles de Wikipédia) sont à choisir avec parcimonie. Créez des liens vers des articles approfondissant le sujet. Les termes génériques sans rapport avec le sujet sont à éviter, ainsi que les répétitions de liens vers un même terme.
- Les liens externes sont à placer uniquement dans une section « Liens externes », à la fin de l'article. Ces liens sont à choisir avec parcimonie suivant les règles définies. Si un lien sert de source à l'article, son insertion dans le texte est à faire par les notes de bas de page.
- La présentation des références doit suivre les conventions bibliographiques. Il est recommandé d'utiliser les modèles {{Ouvrage}}, {{Chapitre}}, {{Article}}, {{Lien web}} et/ou {{Bibliographie}}. Le mode d'édition visuel peut mettre en forme automatiquement les références.
- Insérer une infobox (cadre d'informations à droite) n'est pas obligatoire pour parachever la mise en page.

Pour une aide détaillée, merci de consulter Aide:Wikification.
Si vous pensez que ces points ont été résolus, vous pouvez retirer ce bandeau et améliorer la mise en forme d'un autre article.
 (avril 2025).
Pour les articles homonymes, voir Président de la Cour constitutionnelle.
Le président de la Cour constitutionnelle de Corée  (hangeul : 헌법재판소장 ; hanja : 憲法裁判所長 ; RR : Heonbeopjaepansojang) est le juge en chef de la Cour constitutionnelle de Corée. En tant que juge président de la formation plénière composée de neuf juges, le président représente la Cour constitutionnelle de Corée.
Le président de la Cour constitutionnelle de Corée est considéré comme l'un des deux chefs équivalents du pouvoir judiciaire du gouvernement sud-coréen. Un autre est juge en chef de la Cour suprême de Corée du Sud. Le statut équivalent du président à celui du chef est garanti par l'article 15 de la loi sur la Cour constitutionnelle. En 2023, l'actuel président de la Cour constitutionnelle de Corée est Yoo Nam-seok.

## Nomination
En vertu du chapitre 6, de l'article 111(4) de la Constitution  et de l'article 12(1) de la loi sur la Cour constitutionnelle, le président de la Cour constitutionnelle de Corée est nommé par le président de la Corée du Sud parmi les neuf juges de la Cour constitutionnelle, avec le consentement de l'Assemblée nationale de Corée du Sud.
Étant donné que le président est choisi parmi neuf juges et que l'article 112 (1) de la Constitution stipule uniquement que « le mandat des juges est renouvelable de six ans », mais ne précise pas précisément la durée exacte du mandat du président, les présidents nouvellement élus nommé à la fois juge et président en même temps peut servir un mandat complet de six ans, bien que les présidents qui ont été nommés alors qu'ils étaient juge à la Cour constitutionnelle ne puissent servir que le reste du mandat de six ans en tant que juge. Il convient de noter qu'aucun des présidents n'a tenté de renouveler son mandat car cela pourrait nuire à l'indépendance de la Cour et du pouvoir judiciaire. En vertu de l'article 7(2) de la loi sur la Cour constitutionnelle, le président ne peut pas être âgé de plus de 70 ans comme les autres juges.

## Rôle
Le rôle principal du président est de participer au jugement de la Cour en tant que l'un des neuf juges de la Cour constitutionnelle. Selon l'article 22 de la loi sur la Cour constitutionnelle, toutes les affaires sont attribuées à la formation plénière (coréen : 전원재판부) composé en principe des neuf juges de la Cour constitutionnelle. Dans ce cas, le président devient juge président conformément à l'article 22, paragraphe 2, de la loi. Cependant, certaines affaires peuvent être rejetées au stade préalable au procès, en raison de l'absence de demande sur laquelle une réparation peut être accordée. Le fait de rejeter ou non au stade préalable au procès est appelé « examen préalable » (coréen : 사전심사) en vertu de l'article 72(1) et 72(3) de la Loi et est décidée à l'unanimité par le Panel (coréen : 지정재판부) qui se compose respectivement de trois juges de la Cour constitutionnelle. Comme il y a trois Formations à la Cour, le Président compose également l'une des Formations.
Un autre rôle du Président est de superviser l'administration judiciaire au sein de la Cour. Étant donné que la Cour constitutionnelle de Corée n'a pas de juridictions inférieures, car elle est conçue comme une seule et unique cour pour statuer sur les affaires constitutionnelles importantes, y compris le contrôle judiciaire, son volume de tâches administratives est inférieur à celui du juge en chef de la Cour suprême. De même, le président n'a pas le pouvoir d'intervenir dans la nomination d'autres juges de la Cour constitutionnelle, tandis que le juge en chef de la Cour suprême peut intervenir dans la nomination en exerçant le pouvoir de recommander des candidats pour d'autres juges de la Cour suprême. Cette différence atténue l'aspect hiérarchique au sein de la Cour constitutionnelle, accordant un pouvoir plus substantiel au Conseil des juges de la Cour constitutionnelle (coréen : 재판관회의) plutôt que le président.
- Le président préside le Conseil des juges de la Cour constitutionnelle, composé des neuf juges de la Cour constitutionnelle, y compris le président, qui supervise les tâches administratives de la Cour en vertu de l'article 17 de la loi sur la Cour constitutionnelle.

- Le président nomme le secrétaire général et l'adjoint du département de l'administration des tribunaux (coréen : 헌법재판소사무처) avec l'accord du Conseil en vertu de l'article 16, paragraphe 4, de la loi sur la Cour constitutionnelle, qui supervise les tâches administratives au sein de la Cour en vertu de l'article 17 de la loi.

- Le président nomme également tous les juges rapporteurs (coréen : 헌법연구관, qui a un rôle similaire à celui du « conseiller référendaire » français) et les fonctionnaires de justice au-dessus du grade III avec l'accord du Conseil en vertu de l'article 16(4) de la loi sur la Cour constitutionnelle. Sinon, la nomination des fonctionnaires de justice au-dessous du grade III ne nécessite pas nécessairement l'approbation du Conseil.

- Le président présente un avis écrit à l'Assemblée nationale, sur l'adoption ou la révision des lois relatives à l'administration de la Cour constitutionnelle, en vertu de l'article 10-2 de la loi sur la Cour constitutionnelle.

## Liste des présidents
| Non. | Nom            | Mandat         | Mandat                               | Nommé par     | Éducation                                           |
| ---- | -------------- | -------------- | ------------------------------------ | ------------- | --------------------------------------------------- |
| 1    | Cho Kyu-kwang  | Septembre 1988 | Septembre 1994                       | Roh Tae Woo   | Université nationale de Séoul                       |
| 2    | Kim Yong Joon  | Septembre 1994 | Septembre 2000                       | Kim Young Sam | Faculté de droit de l'Université nationale de Séoul |
| 3    | Yun Young Chul | Septembre 2000 | Septembre 2006                       | Kim Dae-jung  | Faculté de droit de l'Université nationale de Séoul |
| 4    | Lee Kang-kook  | Janvier 2007   | Janvier 2013                         | Roh Moo Hyun  | Faculté de droit de l'Université nationale de Séoul |
| 5    | Parc Han-chul  | Avril 2013     | Janvier 2017                         | Park Geun Hye | Faculté de droit de l'Université nationale de Séoul |
| 6    | Lee Jin-sung   | Novembre 2017  | Septembre 2018                       | Moon Jae-in   | Faculté de droit de l'Université nationale de Séoul |
| 7    | Yoo Nam Seok   | Septembre 2018 | En cours (en date du 4 janvier 2023) | Moon Jae-in   | Faculté de droit de l'Université nationale de Séoul |